# Grammy Award for Best Engineered Album, Non-Classical
Der Grammy Award for Best Engineered Album, Non-Classical, auf Deutsch „Grammy-Auszeichnung für das bestabgemischte nicht-klassische Album“, ist ein Musikpreis, der seit dem Jahr 1959 von der amerikanischen Recording Academy verliehen wird.

## Geschichte und Hintergrund
Die seit 1959 verliehenen Grammy Awards werden jährlich in zahlreichen Kategorien von der Recording Academy in den Vereinigten Staaten vergeben, um künstlerische Leistung, technische Kompetenz und hervorragende Gesamtleistung ohne Rücksicht auf die Album-Verkäufe oder Chart-Position zu würdigen.
Eine dieser Kategorien ist der Grammy Award for Best Engineered Album, Non-Classical. Der Preis wird seit 1959 an den Toningenieur (und ggf. Mastering-Toningenieur) verliehen.
Seit der Erstverleihung hat die Auszeichnung zahlreiche kleine Namensänderungen erfahren:
- 1959 hieß die Auszeichnung Grammy Award for Best Engineered Record – Non-Classical
- 1960 nannte sie sich Grammy Award for Best Engineering Contribution – Other Than Classical or Novelty
- 1961 bis 1962 wurde der Grammy Award for Best Engineering Contribution – Popular Recording verliehen
- 1963 wurde die Bezeichnung des Preises in Grammy Award for Best Engineering Contribution – Other Than Novelty and Other Than Classical geändert
- 1964 hieß der Preis Grammy Award for Best Engineered Recording – Other Than Classical
- Von 1965 bis 1991 nannte sie sich wieder Grammy Award for Best Engineered Recording – Non-Classical
- Seit 1992 heißt die Auszeichnung Grammy Award for Best Engineered Album, Non-Classical.

Die Auszeichnung wird zusammen mit dem Grammy Award for Best Engineered Album, Classical verliehen. Von 1960 bis 1965 wurde mit dem Grammy Award for Best Engineered Recording – Special or Novel Effects eine weitere Auszeichnung in diesem Bereich vergeben.

## Gewinner und Nominierte
| Jahr                 | Gewinner | Album                                                      | Interpret(en)                                        | Nominierte | Bild des/der Gewinner(s) |
| -------------------- | --- | ---------------------------------------------------------- | ---------------------------------------------------- | --- | ------------------------ |
| 1959                 | Ted Keep, Toningenieur | The Chipmunk Song                                          | David Seville                                        | - Billy May’s Big Fat Brass (Billy May) – Hugh Davies, Toningenieur - Come Fly with Me (Frank Sinatra) – Luis P. Valentin, Toningenieur - Other Worlds, Other Sounds (Esquivel) – Rafael O. Valentin, Toningenieur - Witchcraft (Frank Sinatra) – Marvin Schwartz, Toningenieur |                          |
| 1960                 | Robert Simpson, Toningenieur | Belafonte at Carnegie Hall                                 | Harry Belafonte                                      | - Big Band Guitar (Buddy Morrow) – Robert Simpson, Toningenieur - Compulsion to Swing (Henri René) – Robert Simpson, Toningenieur - New Sounds at the Roosevelt (Larry Elgart) – Robert Simpson, Toningenieur - Strings Aflame (Esquivel) – Ernest Oelrich, Toningenieur |                          |
| 1961                 | Luis P. Valentin, Toningenieur | Ella Fitzgerald Sings the George and Ira Gershwin Songbook | Ella Fitzgerald                                      | - Belafonte Returns to Carnegie Hall (Harry Belafonte) – Robert Simpson, Toningenieur - Infinity in Sound (Esquivel) – John Norman, Toningenieur - Louis Bellson Swings Jule Styne (Louis Bellson) – Luis P. Valentin, Toningenieur - Persuasive Percussion No. 2 (Enoch Light) – Robert Fine, Toningenieur - Wild Is Love (Nat King Cole) – John Kraus, Toningenieur - Wild Percussion and Horns A'Plenty (Dick Schory) – Robert Simpson, Toningenieur |                          |
| 1962                 | Robert Arnold, Toningenieur | Judy at Carnegie Hall                                      | Judy Garland                                         | - Breakfast at Tiffany’s: Music from the Motion Picture (Henry Mancini) – Al Schmitt, Toningenieur - Cozy (Steve Lawrence und Eydie Gormé) – Bill MacMeekin, Toningenieur - Great Band with Great Voices (The Johnny Mann Singers) – Al Schmitt, Toningenieur - Stereo 35/MM (Enoch Light) – Robert Fine, Toningenieur |                          |
| 1963                 | Al Schmitt, Toningenieur | Hatari! (Original Motion Picture Soundtrack)               | Henry Mancini                                        | - Adventures in Jazz (Stan Kenton) – Carson C. Taylor, Toningenieur - Great Band with Great Voices Swing the Great Voices of the Great Bands (Si Zentner Orchestra & The Johnny Mann Singers) – Al Schmitt, Toningenieur - I Can’t Stop Loving You (Ray Charles) – Bill Putnam, Toningenieur - Jonah Jones and Glen Gray (Jonah Jones und Glen Gray) – Hugh Davies, Toningenieur - Route 66 Theme (Nelson Riddle) – John Kraus, Toningenieur - Stereo Spectacular (Verschiedene Künstler) – William Hamilton, Toningenieur |                          |
| 1964                 | James Malloy, Toningenieur | Charade (Original Motion Picture Soundtrack)               | Henry Mancini                                        | - The Barbra Streisand Album (Barbra Streisand) – Frank Laico, Toningenieur - Ella and Basie! (Ella Fitzgerald und Count Basie) – Luis P. Valentin, Toningenieur - Exotic Sounds of Bali (Mantle Hood) – Harold Chapman, Toningenieur - The Many Moods of Christmas (Robert Shaw Chorale) – Anthony J. Salvatore, Toningenieurs - Our Man in Hollywood (Henry Mancini) – Al Schmitt, Toningenieur - Politely Percussive (Dick Schory) – Ronald A. Steele, Toningenieur - The Second Barbra Streisand Album (Barbra Streisand) – Frank Laico, Toningenieur - Supercussion (Dick Schory) – Ronald A. Steele, Toningenieur |                          |
| 1965                 | Phil Ramone, Toningenieur | Getz/Gilberto                                              | Stan Getz und João Gilberto                          | - Artistry in Voices and Brass (Stan Kenton) – John Kraus, Toningenieur - The Pink Panther (Original Motion Picture Soundtrack) (Henry Mancini) – James Malloy, Toningenieur - Pop Goes the Trumpet (Al Hirt, Arthur Fiedler und Boston Pops Orchestra) – Bernie Keville, Toningenieurs - Sugar Lips (Al Hirt) – Chuck Seitz, Toningenieur - Who Can I Turn To (Tony Bennett) – George Kneurr und Frank Laico, Toningenieure |                          |
| 1966                 | Larry Levine, Toningenieur | A Taste of Honey                                           | Herb Alpert & the Tijuana Brass                      | - The Latin Sound of Henry Mancini (Henry Mancini) – Dick Bogert, Toningenieur - More of That Guitar Country (Chet Atkins) – Al Pachucki und Chuck Seitz, Toningenieure - My Name Is Barbra (Barbra Streisand) – Frank Laico, Toningenieur - September of My Years (Frank Sinatra) – Lowell Frank, Toningenieur - That Honey Horn Sound (Al Hirt) – Chuck Seitz und William Vandevort, Toningenieure |                          |
| 1967                 | Eddie Brackett und Lee Herschberg, Toningenieure | Strangers in the Night                                     | Frank Sinatra                                        | - Arabesque (Original Motion Picture Soundtrack) (Henry Mancini) – Dick Bogert, Toningenieur - The Last Word in Lonesome (Eddy Arnold) – James Malloy, Toningenieur - Presenting Joe Williams and Thad Jones/Mel Lewis, the Jazz Orchestra (Joe Williams & The Thad Jones/Mel Lewis Orchestra) – Phil Ramone, Toningenieur - Presenting Thad Jones/Mel Lewis and the Jazz Orchestra (The Thad Jones/Mel Lewis Orchestra) – Phil Ramone, Toningenieur |                          |
| 1968                 | Geoff Emerick, Toningenieur | Sgt. Pepper’s Lonely Hearts Club Band                      | The Beatles                                          | - Chet's Tune (Some of Chet’s Friends) – William Vandevort, Toningenieur - How Great Thou Art (Elvis Presley) – James Malloy, Toningenieur - Music from Mission: Impossible (Lalo Schifrin) – Hank Cicalo, Toningenieur - Ode to Billie Joe (Bobbie Gentry) – Joe Polito, Toningenieur |                          |
| 1969                 | Hugh Davies und Joe Polito, Toningenieure | Wichita Lineman                                            | Glen Campbell                                        | - Daktari (Shelly Manne) – Dave Wiechman, Toningenieur - The Good, the Bad and the Ugly (Hugo Montenegro) – Richard Bogert, Toningenieur - Man of La Mancha (Original London Cast Recording) (Verschiedene Künstler) – Jerry Boys und Peter Vince, Toningenieure - Rotary Connection (Rotary Connection) – Doug Brand, Toningenieur |                          |
| 1970                 | Geoff Emerick und Phil McDonald, Toningenieure | Abbey Road                                                 | The Beatles                                          | - The Age of Aquarius (The 5th Dimension) – Bones Howe, Toningenieur - Blood, Sweat & Tears (Blood, Sweat & Tears) – Roy Halee, Toningenieur - Moog Groove (Electronic Concept Orchestra) – Doug Brand, Chuck Lishon, Bruce Swedien und Hans Wurman, Toningenieure - Velvet Voices and Bold Brass (Anita Kerr Quartet) – Chuck Britz, Larry Cox und Lee Herschberg, Toningenieure |                          |
| 1971                 | Roy Halee, Toningenieur | Bridge Over Troubled Water                                 | Simon & Garfunkel                                    | - Close to You (The Carpenters) – Dick Bogert und Ray Gerhardt, Toningenieure - The Kaempfert Touch (Bert Kaempfert & Orchestra) – Peter Klemt, Toningenieur - Tap Root Manuscript (Neil Diamond) – Armin Steiner, Toningenieur - To Our Children’s Children’s Children (The Moody Blues) – Adrian Martins, Robin Thompson und Derek Vernals, Toningenieure |                          |
| 1972                 | Henry Bush, Ron Capone und Dave Purple, Toningenieure | Theme from Shaft                                           | Isaac Hayes                                          | - Carpenters (The Carpenters) – Dick Bogert und Ray Gerhardt, Toningenieure - The 5th Dimension Live! (The 5th Dimension) – Bones Howe, Toningenieur - Stones (Neil Diamond) – Armin Steiner, Toningenieur - Wings (Michel Colombier) – Larry Levine und Roger Roche, Toningenieure |                          |
| 1973                 | Armin Steiner, Toningenieur | Moods                                                      | Neil Diamond                                         | - Baby I’m-a Want You (Bread) – Armin Steiner, Toningenieur - Fragile (Yes) – Eddy Offord, Toningenieur - Honky Château (Elton John) – Ken Scott, Toningenieur - Son of Schmilsson (Harry Nilsson) – Robin Geoffrey Cable, Ken Scott und Phil McDonald, Toningenieure |                          |
| 1974                 | Malcolm Cecil und Robert Margouleff, Toningenieure | Innervisions                                               | Stevie Wonder                                        | - The Dark Side of the Moon (Pink Floyd) – Alan Parsons, Toningenieur - Goodbye Yellow Brick Road (Elton John) – David Hentschel, Toningenieur - Long Train Runnin’ (The Doobie Brothers) – Donn Landee, Toningenieur - No Secrets (Carly Simon) – Robin Geoffrey Cable und Bill Schnee, Toningenieure |                          |
| 1975                 | Geoff Emerick, Toningenieur | Band on the Run                                            | Paul McCartney & Wings                               | - Crime of the Century (Supertramp) – John Jansen und Ken Scott, Toningenieure - Lincoln Mayorga and Distinguished Colleagues, Vol. 3 (Lincoln Mayorga) – Bill Schnee, Toningenieur - Powerful People (Gino Vannelli) – Larry Forkner und Tommy Vicari, Toningenieurs - Southern Comfort (The Crusaders) – Peter Granet und Rik Pekkonen, Toningenieure |                          |
| 1976                 | Brooks Arthur, Larry Alexander und Russ Payne, Toningenieure | Between the Lines                                          | Janis Ian                                            | - Ambrosia (Ambrosia) – Chuck Johnson, Alan Parsons, Freddie Piro, Billy Taylor und Tom Trefethen, Toningenieure - I've Got the Music in Me (Thelma Houston & Pressure Cooker) – Bill Schnee, Toningenieur - The Original Soundtrack (10cc) – Eric Stewart, Toningenieur - Storm at Sunup (Gino Vannelli) – Tommy Vicari, Toningenieur |                          |
| 1977                 | Al Schmitt, Toningenieur | Breezin’                                                   | George Benson                                        | - The Dream Weaver (Gary Wright) – Jay Lewis, Toningenieur - The King James Version (Harry James) – Ron Hitchcock, Toningenieur - Somewhere I’ve Never Travelled (Ambrosia) – Alan Parsons und Tom Trefethen, Toningenieure - Tales of Mystery and Imagination (The Alan Parsons Project) – Alan Parsons, Toningenieur |                          |
| 1978                 | Roger Nichols, Elliot Scheiner, Al Schmitt und Bill Schnee, Toningenieurs | Aja                                                        | Steely Dan                                           | - Discovered Again! (Dave Grusin) – Bill Schnee, Toningenieur - JT (James Taylor) – Val Garay, Toningenieur - Rumours (Fleetwood Mac) – Ken Caillat und Richard Dashut, Toningenieure - Simple Dreams (Linda Ronstadt) – Val Garay, Toningenieur |                          |
| 1979                 | Roger Nichols und Al Schmitt, Toningenieure | FM (No Static at All)                                      | Steely Dan                                           | - All ’n All (Earth, Wind & Fire) – George Massenburg, Toningenieur - Close Encounters of the Third Kind (John Williams) – John Neal, Toningenieur - Pyramid (The Alan Parsons Project) – Alan Parsons, Toningenieur - Sounds...and Stuff Like That!! (Quincy Jones) – Bruce Swedien, Toningenieur - A Tribute to Ethel Waters (Diahann Carroll) – Allen Sides und John Neal, Toningenieure |                          |
| 1980                 | Peter Henderson, Toningenieur | Breakfast in America                                       | Supertramp                                           | - Cornerstone (Styx) – Rob Kingsland und Gary Loizzo, Toningenieure - Eve (The Alan Parsons Project) – Alan Parsons, Toningenieur - Just Friends (L.A. 4) – Phil Edwards, Toningenieur - Rickie Lee Jones (Rickie Lee Jones) – Tom Knox, Toningenieur |                          |
| 1981                 | James Guthrie, Toningenieur | The Wall                                                   | Pink Floyd                                           | - Christopher Cross (Christopher Cross) – Chet Himes, Toningenieur - Give Me the Night (George Benson) – Bruce Swedien, Toningenieur - Growing Up in Hollywood Town (Lincoln Mayorga und Amanda McBroom) – Bill Schnee, Toningenieur - New Baby (Don Randi & Quest) – Bill Schnee, Toningenieur |                          |
| 1982                 | Jerry Garszva, Roger Nichols, Elliot Scheiner und Bill Schnee, Toningenieure | Gaucho                                                     | Steely Dan                                           | - The Dude (Quincy Jones) – Bruce Swedien, Toningenieur - Escape (Journey) – Kevin Elson und Mike Stone, Toningenieure - The Turn of a Friendly Card (The Alan Parsons Project) – Alan Parsons, Toningenieur - Zenyatta Mondatta (The Police) – Nigel Gray, Toningenieur |                          |
| 1983                 | Tom Knox, Greg Ladanyi, David Leonard und Al Schmitt, Toningenieure | Toto IV                                                    | Toto                                                 | - American Fool (John Cougar) – Don Gehman, Mark Stebbeds und George Tutko, Toningenieure - Eye in the Sky (The Alan Parsons Project) – Alan Parsons, Toningenieur - Love over Gold (Dire Straits) – Neil Dorfsman, Toningenieur - The Nightfly (Donald Fagen) – Roger Nichols, Toningenieur |                          |
| 1984                 | Bruce Swedien, Toningenieur | Thriller                                                   | Michael Jackson                                      | - Bossa Nova Hotel (Michael Sembello) – Peter Chaiken, James Gallagher, Tommy Vicari und Thom Wilson, Toningenieure - Jarreau (Al Jarreau) – Ian Eales, Jay Graydon und Eric Prestis, Toningenieure - Kilroy Was Here (Styx) – Rob Kingsland, Gary Loizzo und Will Rascati, Toningenieure - Target (Tom Scott) – Allan Sides, Toningenieur |                          |
| 1985                 | Humberto Gatica, Toningenieur | Chicago 17                                                 | Chicago                                              | - Aerial Boundaries (Michael Hedges) – Steven Miller, Toningenieur - Can’t Slow Down (Lionel Richie) – Calvin Harris, Toningenieur - Heartbeat City (The Cars) – Nigel Green, Toningenieur - Into the Gap (Thompson Twins) – Phil Thornalley, Toningenieur |                          |
| 1986                 | Neil Dorfsman, Toningenieur | Brothers in Arms                                           | Dire Straits                                         | - Crazy from the Heat (David Lee Roth) – Jeff Hendrickson, Toningenieur - The Dream of the Blue Turtles (Sting) – Jim Scott und Pete Smith, Toningenieure - Harlequin (Dave Grusin und Lee Ritenour) – Don Murray, Toningenieur - Modern Manners (Special EFX) – Paul Wickliffe, Chieli Minucci und Paul Wickliffe, Toningenieure |                          |
| 1987                 | Jason Corsaro und Tom Lord-Alge, Toningenieure | Back in the High Life                                      | Steve Winwood                                        | - David Foster (David Foster) – Humberto Gatica, Toningenieur - Dog Eat Dog (Joni Mitchell) – Mike Shipley, Toningenieur - GRP Live in Session (Verschiedene Künstler) – Don Murray, Toningenieur - Riptide (Robert Palmer) – Jason Corsaro und Eric „ET“ Thorngren, Toningenieure |                          |
| 1988                 | Bruce Swedien und Humberto Gatica, Toningenieure | Bad                                                        | Michael Jackson                                      | - Cinemagic (Dave Grusin) – Don Murray und Keith Grant, Toningenieure; Josiah Gluck und Dave Grusin, Mixer - Heart & Soul (Ronnie Milsap) – Joe Bogen, Ben Harris und Kyle Lehning, Toningenieure - A Momentary Lapse of Reason (Pink Floyd) – Andy Jackson, Toningenieur - Neon (Flim & the BB’s) – Ray Bardani & John Potoker, Toningenieurs - Reflections (Bill Watrous) – Al Schmitt, Toningenieur |                          |
| 1989                 | Tom Lord-Alge, Toningenieur | Roll with It                                               | Steve Winwood                                        | - Facets (Doc Severinsen) – Mick Guzauski, Toningenieur - Let It Roll (Little Feat) – George Massenburg, Toningenieur - Provision (Scritti Politti) – Ray Bardani und John Potoker, Toningenieure - Soul Searchin’ (Glenn Frey) – Elliot Scheiner, Toningenieur - Through the Lens (Checkfield) – John Archer, Toningenieur |                          |
| 1990                 | George Massenburg, Toningenieur | Cry Like a Rainstorm, Howl Like the Wind                   | Linda Ronstadt                                       | - Flowers in the Dirt (Paul McCartney) – Neil Dorfsman, Toningenieur - Full Moon Fever (Tom Petty) – Mike Campbell, Don Smith und Bill Bottrell, Toningenieure - Happy Anniversary, Charlie Brown (Verschiedene Künstler) – Josiah Gluck, Toningenieur - Like a Prayer (Madonna) – Bill Bottrell, Toningenieur - Migration (Dave Grusin) – Don Murray und Ed Rak, Toningenieure |                          |
| 1991                 | Bruce Swedien, Toningenieur | Back on the Block                                          | Quincy Jones                                         | - Bedtime Stories (David Baerwald) – Steve Churchyard und Dan Marnien, Toningenieure - ...But Seriously (Phil Collins) – Hugh Padgham, Toningenieur - Holdin’ a Good Hand (Lee Greenwood) – Scott Hendricks, Toningenieur - Love Is Gonna Getcha (Patti Austin) – Don Murray, Toningenieur |                          |
| 1992                 | Al Schmitt, Armin Steiner und Woody Woodruff, Toningenieure | Unforgettable... with Love                                 | Natalie Cole                                         | - Havana (Original Motion Picture Soundtrack) (Dave Grusin) – Don Murray, Toningenieur - Luck of the Draw (Bonnie Raitt) – Ed Cherney, Toningenieur - Storyville (Robbie Robertson) – Steve Nye, Toningenieur - Warm Your Heart (Aaron Neville) – George Massenburg, Toningenieur |                          |
| 1993                 | Bruce Swedien und Teddy Riley, Toningenieure | Dangerous                                                  | Michael Jackson                                      | - Brasileiro (Sérgio Mendes) – Moogie Canazio, Toningenieur - The Hunter (Jennifer Warnes) – Elliot Scheiner und Walter New, Toningenieure - Ingénue (K.d. lang) – Greg Penny und Marc Ramaer, Toningenieure - Out of the Cradle (Lindsey Buckingham) – Lindsey Buckingham, Richard Dashut, Kevin Killen, Greg Droman und Chris Lord-Alge, Toningenieure |                          |
| 1994                 | Hugh Padgham, Toningenieur | Ten Summoner’s Tales                                       | Sting                                                | - Janet (Janet Jackson) – Steve Hodge und Dave Rideau, Toningenieure - Lam Toro (Baaba Maal) – Cesar Sogbe und Joe Galdo, Toningenieure - Rage Against the Machine (Rage Against the Machine) – Andy Wallace, Stan Katayama und Garth Richardson, Toningenieure - Wes Bound (Lee Ritenour) – Don Murray, Toningenieur |                          |
| 1995                 | Ed Cherney, Toningenieur | Longing in Their Hearts                                    | Bonnie Raitt                                         | - The Division Bell (Pink Floyd) – Andy Jackson, Toningenieur - I’m Alive (Jackson Browne) – Ed Cherney, Paul Dieter und Rik Pekkonen, Toningenieure - Rhythm, Country and Blues (Verschiedene Künstler) – Chuck Ainlay, Ed Cherney, Roger Nichols, Rik Pekkonen, Don Smith und Bob Clearmountain, Toningenieure - Seal (Seal) – Robin Barclay, Sean Chenery, Steve Fitzmaurice, Gregg Jackman, Steve MacMillin, Carmen Rizzo, Tim Weidner und Paul Wright, Toningenieure |                          |
| 1996                 | Dave Bianco, Richard Dodd, Stephen McLaughlin und Jim Scott, Toningenieure | Wildflowers                                                | Tom Petty                                            | - Afterglow (Dr. John) – Al Schmitt, Toningenieur - Astro-Creep: 2000 (White Zombie) – Terry Date und Ulrich Wild, Toningenieure - Hell Freezes Over (Eagles) – Rob Jacobs und Elliot Scheiner, Toningenieure - HIStory: Past, Present and Future, Book I (Michael Jackson) – Bruce Swedien, Toningenieur |                          |
| 1997                 | Francis Buckley, Al Schmitt, Bruce Swedien und Tommy Vicari, Toningenieure | Q’s Jook Joint                                             | Quincy Jones und verschiedene Künstler               | - Oceano (Sérgio Mendes) – Moogie Canazio, Toningenieur - Peace Beyond Passion (Meshell Ndegeocello) – Michael Krowiak, Bob Power und Rail Jon Rogut, Toningenieure - Stardust (Natalie Cole) – Dave Reitzas, Elliot Scheiner, Al Schmitt und Erik Zobler, Toningenieure - Tambu (Toto) – Elliot Scheiner, Al Schmitt und Bill Smith, Toningenieure |                          |
| 1998                 | Frank Filipetti, Toningenieur | Hourglass                                                  | James Taylor                                         | - Blue Moon Swamp (John Fogerty) – Bob Clearmountain und John Lowson, Toningenieure - The Day (Babyface) – „Bassy“ Bob Brockmann, Jon Gass, Humberto Gatica, Brad Gilderman, Mick Guzauski, Thom Russo und Mike Scott, Toningenieure - Dream Walkin’ (Toby Keith) – John Guess und Julian King, Toningenieure - Two for the Road (Dave Grusin) – Elliot Scheiner und Al Schmitt, Toningenieure |                          |
| 1999                 | Andy Wallace, Tchad Blake und Trina Shoemaker, Toningenieure | The Globe Sessions                                         | Sheryl Crow                                          | - Breath of Heaven (Vince Gill) – Al Schmitt, Toningenieur - Contact from the Underworld of Redboy (Robbie Robertson) – Howie B, Andy Bradfield, Jamie Cerniglia, Marius de Vries, Chris Fogel, Tim Gordine, Troy Matthews, Pat McCarthy, Dane Ngahuka, Randall Prescott, Carmen Rizzo, Tim Stroh und Jim Wilson, Toningenieure - Firecracker (Lisa Loeb) – Bob Clearmountain und Juan Patino, Toningenieure - The Nu Nation Project (Kirk Franklin) – Gerald Baillergeau, Chris Bell, Kevin Bond, „Bassy“ Bob Brockmann, Mick Guzauski, Fred Hammond, Ray Hammond, Tim Kimsey, Victor „Vinno“ Merritt und Mark Williams, Toningenieure |                          |
| 2000                 | Al Schmitt, Toningenieur | When I Look in Your Eyes                                   | Diana Krall                                          | - Forget About It (Alison Krauss) – Gary Paczosa, Toningenieur - Mindfields (Toto) – Steve MacMillan, Elliot Scheiner, Al Schmitt und Jess Sutcliffe, Toningenieure - My Heart (Lorrie Morgan) – Joe Chiccarelli, Mick Guzauski und John Kelton, Toningenieure - Owsley (Owsley) – Jeff Balding, Tom Lord-Alge, J.R. McNeeley, Owsley, Millard Powers und Shane Wilson, Toningenieure |                          |
| 2001                 | Phil Burnett, Roger Nichols, Dave Russell und Elliot Scheiner, Toningenieure | Two Against Nature                                         | Steely Dan                                           | - Absolute Benson (George Benson) – Steve Barkan, Jon Fausty, Al Schmitt und Bill Schnee, Toningenieure - Here’s to You, Charlie Brown: 50 Great Years! (David Benoit) – Clark Germain und Bill Schnee, Toningenieure - Kid A (Radiohead) – Nigel Godrich, Toningenieur - Oregon in Moscow (Oregon & Moscow Tchaikovsky Symphony Orchestra) – Rich Breen, Toningenieur |                          |
| 2002                 | Al Schmitt, Toningenieur | The Look of Love                                           | Diana Krall                                          | - Ballads: Remembering John Coltrane (Karrin Allyson) – Josiah Gluck, Toningenieur - Life on a String (Laurie Anderson) – Martin Brumbach, Toningenieur - New Favorite (Alison Krauss & Union Station) – Gary Paczosa, Toningenieur - Time* Sex* Love* (Mary Chapin Carpenter) – George Massenburg, Toningenieur |                          |
| 2003                 | S. Husky Höskulds, Arif Mardin und Jay Newland, Toningenieure | Come Away with Me                                          | Norah Jones                                          | - Ask a Woman Who Knows (Natalie Cole) – Elliot Scheiner und Al Schmitt, Toningenieure - C’mon, C’mon (Sheryl Crow) – Trina Shoemaker und Eric Tew, Toningenieure - Home (Dixie Chicks) – Gary Paczosa, Toningenieur - Morning View (Incubus) – Mike Einziger, Dave Holdredge, Scott Litt und Rick Will, Toningenieure |                          |
| 2004                 | Nigel Godrich und Darrell Thorp, Toningenieure | Hail to the Thief                                          | Radiohead                                            | - Elephunk (The Black Eyed Peas) – Dylan Dresdow, Jun Ishizeki, Chris Lord-Alge, Tony Maserati, Jason Villaroman, will.i.am und Frank Wolf, Toningenieure - Nature Boy: The Standards Album (Aaron Neville) – Dave O’Donnell, Malcolm Pollack und Elliot Scheiner, Toningenieure - North (Elvis Costello) – Kevin Killen und Bill Moss, Toningenieure |                          |
| 2005                 | Robert Fernandez, John Harris, Terry Howard, Pete Karam, Joel Moss, Seth Presant, Al Schmitt und Ed Thacker, Toningenieure | Genius Loves Company                                       | Ray Charles und verschiedene Künstler                | - Brian Wilson Presents Smile (Brian Wilson) – Mark Linett, Toningenieur - Feels Like Home (Norah Jones) – Jay Newland, Toningenieur - The Girl in the Other Room (Diana Krall) – Al Schmitt, Toningenieur - Give (The Bad Plus) – Tchad Blake, Toningenieur |                          |
| 2006                 | Alan Douglas und Mick Guzauski, Toningenieure | Back Home                                                  | Eric Clapton                                         | - Deceiver (Chris Thile) – Gary Paczosa und Chris Thile, Toningenieure - Lonely Runs Both Ways (Alison Krauss & Union Station) – Gary Paczosa, Toningenieur - Mr. A-Z (Jason Mraz) – Carl Glanville, Steve Lillywhite, Samuel „Vaughan“ Merrick, Jim Scott und David Thoener, Toningenieure - Rock Swings (Paul Anka) – Al Schmitt, Toningenieur |                          |
| 2007                 | The Flaming Lips und Dave Fridmann, Toningenieure | At War with the Mystics                                    | The Flaming Lips                                     | - Adieu False Heart (Linda Ronstadt und Ann Savoy) – Gary Paczosa, Toningenieur - Like Red on a Rose (Alan Jackson) – Brandon Bell, Terry Christian und Gary Paczosa, Toningenieure - The Phat Pack (Gordon Goodwin’s Big Phat Band) – Marcelo Penell, Dave Sharenow und Tommy Vicari, Toningenieure - Suitcase (Keb' Mo') – Rik Pekkonen und John Porter, Toningenieure |                          |
| 2008                 | Tchad Blake, Cameron Craig, Emery Dobyns und Jimmy Hogarth, Toningenieure | Beauty & Crime                                             | Suzanne Vega                                         | - Destination Moon (Deborah Cox) – Dave O’Donnell und Elliot Scheiner, Toningenieure - Don’t Mess with the Dragon (Ozomatli) – Robert Carranza, Serban Ghenea, John Hanes und K. C. Porter, Toningenieure - Floratone (Floratone) – Tucker Martine, Toningenieur - II (Viktor Krauss) – Jason Lehning, Toningenieur |                          |
| 2009                 | Joe Chiccarelli und Vance Powell, Toningenieure | Consolers of the Lonely                                    | The Raconteurs                                       | - Just a Little Lovin’ (Shelby Lynne) – Al Schmitt, Toningenieur - Lay It Down (Al Green) – Jimmy Douglass, Russell Elevado und John Smeltz, Toningenieure - Still Unforgettable (Natalie Cole) – Steve Genewick, Al Schmitt und Bill Schnee, Toningenieure - We Sing. We Dance. We Steal Things. (Jason Mraz) – Dyre Gormsen und Tony Maserati, Toningenieure |                          |
| 2010                 | Imogen Heap, Toningenieur | Ellipse                                                    | Imogen Heap                                          | - Gossip in the Grain (Ray LaMontagne) – Ethan Johns und Dominic Monks, Toningenieure - My One and Only Thrill (Melody Gardot) – Helik Hadar und Al Schmitt, Toningenieure - Safe Trip Home (Dido) – Jon Brion, Jim Scott, Grippa und Greg Koller, Toningenieure - Swan Feathers (Leslie Mendelson) – Richard Alderson, Chris Allen, Roman Klun, Jamie Polaski, Lawrence Manchester, Rob Mounsey, Jay Newland, Gene Paul und Gordie Sampson, Toningenieure |                          |
| 2011                 | Michael H. Brauer, Joe Ferla, Chad Franscoviak und Manny Marroquin, Toningenieure | Battle Studies                                             | John Mayer                                           | - Dirty Side Down (Widespread Panic) – John Keane, Toningenieur - Emotion & Commotion (Jeff Beck) – Steve Lipson, Toningenieur - God Willin’ & the Creek Don't Rise (Ray LaMontagne and the Pariah Dogs) – Ryan Freeland, Toningenieur - Pink Elephant (N’dambi) – Seth Presant und Leon F. Sylvers, Toningenieure |                          |
| 2012                 | Mike Shipley und Neal Cappellino, Toningenieure; Brad Blackwood, Mastering-Toningenieur | Paper Airplane                                             | Alison Krauss & Union Station                        | - Follow Me Down (Sarah Jarosz) – Brandon Bell und Gary Paczosa, Toningenieure; Sangwook „Sunny“ Nam und Doug Sax, Mastering-Toningenieure - The Harrow & The Harvest (Gillian Welch) – Matt Andrews, Toningenieur; Stephen Marcussen, Mastering-Toningenieur - Music Is Better Than Words (Seth MacFarlane) – Rich Breen und Frank Filipetti, Toningenieure; Bob Ludwig, Mastering-Toningenieur - The Next Right Thing (Seth Glier) – Kevin Killen, Brendan Muldowney und John Shyloski, Toningenieure; John Shyloski, Mastering-Toningenieur |                          |
| 2013                 | Richard King, Toningenieur und Mastering-Toningenieur | The Goat Rodeo Sessions                                    | Yo-Yo Ma, Stuart Duncan, Edgar Meyer und Chris Thile | - The Absence (Melody Gardot) – Moogie Canazio und Al Schmitt, Toningenieure; Bernie Grundman, Mastering-Toningenieur - Ashes & Fire (Ryan Adams) – Glyn Johns, Toningenieur; Bob Ludwig, Mastering-Toningenieur - Love Is a Four Letter Word (Jason Mraz) – Joe Chiccarelli, Steve Churchyard, Tony Maserati, Lars Fox, Graham Hope und Morgan Stratton, Toningenieure; Bob Ludwig, Mastering-Toningenieur - Slingshot (Rebecca Pidgeon) – Helik Hadar, Toningenieur; Bernie Grundman, Mastering-Toningenieur |                          |
| 2014                 | Peter Franco, Mick Guzauski, Daniel Lerner und Florian Lagatta, Toningenieure; Bob Ludwig und Antoine Chabert, Mastering-Toningenieur | Random Access Memories                                     | Daft Punk                                            | - Annie Up (Pistol Annies) – Chuck Ainlay, Toningenieur; Bob Ludwig, Mastering-Toningenieur - The Blue Room (Madeleine Peyroux) – Helik Hadar und Leslie Ann Jones, Toningenieure; Bernie Grundman, Mastering-Toningenieur - The Devil Put Dinosaurs Here (Alice in Chains) – Paul Figueroa und Randy Staub, Toningenieure; Ted Jensen, Mastering-Toningenieur - ...Like Clockwork (Queens of the Stone Age) – Joe Barresi und Mark Rankin, Toningenieure; Gavin Lurssen, Mastering-Toningenieur - The Moorings (Andrew Duhon) – Trina Shoemaker, Toningenieur; Eric Conn, Mastering-Toningenieur |                          |
| 2015                 | Tom Elmhirst, Cole M. Greif-Neill, David Greenbaum, Florian Lagatta, Cole Marsden, Robbie Nelson, Darrell Thorp, Cassidy Turbin und Joe Visciano, Toningenieure; Bob Ludwig, Mastering-Toningenieur                                                                            | Morning Phase                                              | Beck                                                 | - Bass & Mandolin (Chris Thile und Edgar Meyer) – Richard King und Dave Sinko, Toningenieure; Bob Ludwig, Mastering-Toningenieur - Bluesamericana (Keb' Mo') – Ross Hogarth und Casey Wasner, Toningenieure; Richard Dodd, Mastering-Toningenieure - The Way I’m Livin’ (Lee Ann Womack) – Chuck Ainlay, Toningenieur; Gavin Lurssen, Mastering-Toningenieur - What’s Left Is Forever (Thomas Dybdahl) – Tchad Blake, Oyvind Jakobsen, Jo Ranheim, Itai Shapiro und Davi Way, Toningenieure; Bernie Grundman, Mastering-Toningenieur |                          |
| 2016                 | Shawn Everett, Toningenieur; Bob Ludwig, Mastering-Toningenieur | Sound & Color                                              | Alabama Shakes                                       | - Before This World (James Taylor) – Dave O’Donnell, Toningenieur; Ted Jensen, Mastering-Toningenieur - Currency of Man (Melody Gardot) – Maxime Le Guil, Toningenieur; Bernie Grundman, Mastering-Toningenieur - Recreational Love (The Bird and the Bee) – Greg Kurstin und Alex Pasco, Toningenieure; Emily Lazar, Mastering-Toningenieur - Wallflower (Diana Krall) – Steve Price, Jochem van der Saag und Jorge Vivo, Toningenieure; Paul Blakemore, Mastering-Toningenieur |                          |
| 2017                 | David Bowie, Tom Elmhirst, Kevin Killen und Tony Visconti, Toningenieure; Joe LaPorta, Mastering-Toningenieur | Blackstar                                                  | David Bowie                                          | - Are You Serious (Andrew Bird) – Tchad Blake und David Boucher, Toningenieure; Bob Ludwig, Mastering-Toningenieur - Dig in Deep (Bonnie Raitt) – Ryan Freeland, Toningenieur; Kim Rosen, Mastering-Toningenieur - HITnRUN Phase Two (Prince) – Booker T., Dylan Dresdow, Chris James, Prince und Justin Stanley, Toningenieure; Dylan Dresdow, Mastering-Toningenieur - Undercurrent (Sarah Jarosz) – Shani Gandhi und Gary Paczosa, Toningenieure; Paul Blakemore, Mastering-Toningenieur |                          |
| 2018                 | Serban Ghenea, John Hanes und Charles Moniz, Toningenieure; Tom Coyne, Mastering-Toningenieur | 24K Magic                                                  | Bruno Mars                                           | - Every Where Is Some Where (K. Flay) – Brent Arrowood, Miles Comaskey, JT Daly, Tommy English, Kristine Flaherty, Adam Hawkins, Chad Howat und Tony Maserati, Toningenieure; Joe LaPorta, Mastering-Toningenieur - Is This the Life We Really Want? (Roger Waters) – Nigel Godrich, Sam Petts-Davies und Darrell Thorp, Toningenieure; Bob Ludwig, Mastering-Toningenieur - Natural Conclusion (Rose Cousins) – Ryan Freeland, Toningenieur; Joao Carvalho, Mastering-Toningenieur - No Shape (Perfume Genius) – Shawn Everett und Joseph Lorge, Toningenieure; Patricia Sullivan, Mastering-Toningenieur |                          |
| 2019                 | Julian Burg, Serban Ghenea, David Greenbaum, John Hanes, Beck Hansen, Greg Kurstin, Florian Lagatta, Cole M.G.N., Alex Pasco, Jesse Shatkin, Darrell Thorp und Cassidy Turbin, Toningenieure; Chris Bellman, Tom Coyne, Emily Lazar und Randy Merrill, Mastering-Toningenieure | Colors                                                     | Beck                                                 | - Earthtones (Bahamas) – Robbie Lackritz, Toningenieur; Philip Shaw Bova, Mastering-Toningenieur - All The Things That I Did And All The Things That I Didn't Do (The Milk Carton Kids) – Ryan Freeland und Kenneth Pattengale, Toningenieur; Kim Rosen, Mastering-Toningenieur - Earthtones (Bahamas) – Robbie Lackritz, Toningenieur; Philip Shaw Bova, Mastering-Toningenieur - Head Over Heels (Chromeo) – Nathaniel Alford, Jason Evigan, Chris Galland, Tom Gardner, Patrick „P-Thugg“ Gemayel, Serban Ghenea, John Hanes, Tony Hoffer, Derek Keota, Ian Kirkpatrick, David Macklovitch, Amber Mark, Manny Marroquin, Vaughn Oliver, Chris „TEK“ O’Ryan, Morgan Taylor Reid und Gian Stone, Toningenieur; Chris Gehringer und Michelle Mancini, Mastering-Toningenieur - Voicenotes (Charlie Puth) – Manny Marroquin und Charlie Puth, Toningenieure; Dave Kutch, Mastering-Toningenieur |                          |
| 2020                 | Rob Kinelski & Finneas O’Connell, Toningenieure; John Greenham, Mastering-Ingenieur | When We All Fall Asleep, Where Do We Go?                   | Billie Eilish                                        | - All These Things von Tchad Blake, Adam Greenspan & Roderick Shearer, Toningenieure; Bernie Grundman, Mastering-Ingenieur (Thomas Dybdahl) - Ella Mai von Chris „Shaggy“ Ascher, Jaycen Joshua & David Pizzimenti, Toningenieure; Chris Athens, Mastering-Ingenieur (Ella Mai) - Run Home Slow von Paul Butler & Sam Teskey, Toningenieure; Joe Carra, Mastering-Ingenieur (The Teskey Brothers) - Scenery von Tom Elmhirst, Ben Kane & Jeremy Most, Toningenieure; Bob Ludwig, Mastering-Ingenieur (Emily King) |                          |
| 2021                 | Drew Brown, Julian Burg, Andrew Coleman, Paul Epworth, Shawn Everett, Serban Ghenea, Davi Greenbaum, John Hanes, Beck Hansen, Jaycen Joshua, Greg Kurstin, Mike Larson, Cole M. G. N., Alex Pasco, Matt Wiggins, Toningenieure; Randy Merrill, Mastering                       | Hyperspace                                                 | Beck                                                 | - Black Hole Rainbow von Devon Gilfillian (Technik: Shawn Everett, Ivan Wayman; Mastering: Bob Ludwig) - Expectations von Katie Pruitt (Technik: Gary Paczosa, Mike Robinson; Mastering: Paul Blakemore) - Jaime von Brittany Howard (Technik und Mastering: Shawn Everett) - 25 Trips von Sierra Hull (Technik: Sandy Gandhi, Gary Paczosa; Mastering: Adam Grover) |                          |
| 2022                 | Dae Bennett, Josh Coleman, Billy Cumella (Technik) Greg Calbi, Steve Fallone (Mastering) | Love for Sale                                              | Tony Bennett und Lady Gaga                           | - Cinema von den Marías (Technik: Josh Conway, Marvin Figueroa, Josh Gudwin, Neal H. Pogue, Ethan Shumaker; Mastering: Joe LaPorta) - Dawn von Yebba (Technik: Thomas Brenneck, Zach Brown, Elton Chueng, Riccardo Damian, Tom Elmhirst, Jens Jungkurth, Todd Monfalcone, John Rooney, Smino; Mastering: Randy Merrill) - Hey What von Low (Technik: BJ Burton; Mastering: BJ Burton) - Notes with Attachments von Pino Palladino & Blake Mills (Technik: Joseph Lorge, Blake Mills; Mastering: Greg Koller) |                          |
| 2023 5. Februar 2023 | Jeremy Hatcher, Oli Jacobs, Nick Lobel, Mark „Spike“ Stent, Sammy Witte (Technik) Randy Merrill (Mastering) | Harry’s House                                              | Harry Styles                                         | - Adolescence von Baynk (Technik: George Nicholas, Ryan Schwabe; Mastering: Ryan Schwabe) - Black Radio III von Robert Glasper (Technik: Daniel Farris, Tiffany Gouché, Keith Lewis, Musiq Soulchild, Reginald Nicholas, Q-Tip, Amir Sulaiman, Michael Law Thomas, Jon Zacks; Mastering: Chris Athens) - Chloë and the Next 20th Century von Father John Misty (Technik: Dave Cerminara, Jonathan Wilson; Mastering: Adam Ayan) - Wet Leg von Wet Leg (Technik: Jon McMullen, Joshua Mobaraki, Alan Moulder, Alexis Smith; Mastering: Matt Colton) |                          |
| 2024 4. Februar 2024 | John Kercy, Kyle Mann, Victoria Monét, Patrizio Pigliapoco, Neal H. Pogue, Todd Robinson (Technik) Colin Leonard (Mastering) | Jaguar II                                                  | Victoria Monét                                       | - Desire, I Want to Turn into You von Caroline Polachek (Technik: Macks Faulkron, Daniel Harle, Caroline Polachek, Geoff Swan; Mastering: Mike Bozzi, Chris Gehringer) - History von Bokanté (Technik: Nic Hard; Mastering: David McNair) - Multitudes von Feist (Technik: Michael Harris, Robbie Lackritz, Joseph Lorge, Blake Mills) - The Record von Boygenius (Technik: Owen Lantz, Will Maclellan, Catherine Marks, Mike Mogis, Bobby Mota, Kaushlesh Purohit, Sarah Tudzin; Mastering: Pat Sullivan) | Victoria Monét 2017      |
| 2025 2. Februar 2025 | Oli Jacobs, Katie May, Dom Shaw, Tchad Blake, Mark ‚Spike‘ Stent (Technik) Matt Colton (Mastering) | i/o                                                        | Peter Gabriel                                        | - Algorithm von Lucky Daye (Technik: Dernst Emile II, Michael B. Hunter, Stephan Johnson, Rachel Keen, John Kercy, Charles Moniz & Todd Robinson; Mastering: Colin Leonard) - Cyan Blue von Charlotte Day Wilson (Technik: Jack Emblem, Jack Rochon, Charlotte Day Wilson; Mastering: Chris Gehringer) - Deeper Well von Kacey Musgraves (Technik: Craig Alvin, Shawn Everett, Mai Leisz, Todd Lombardo, John Rooney, Konrad Snyder, Daniel Tashian; Mastering: Greg Calbi) - Empathogen von Willow (Technik: Beatriz Artola, Zach Brown, Oscar Cornejo, Chris Greatti, Mitch McCarthy; Mastering: Joe La Porta) - Short n’ Sweet von Sabrina Carpenter (Technik: Bryce Bordone, Julian Bunetta, Serban Ghenea, Jeff Gunnell, Oli Jacobs, Ian Kirkpatrick, Jack Manning, Manny Marroquin, John Ryan, Laura Sisk; Mastering: Nathan Dantzler, Ruairi O’Flaherty)                                | Peter Gabriel 2011       |